# Epinannolene semicincta
Epinannolene semicincta är en mångfotingart som beskrevs av Jean-Paul Mauriès 1987. Epinannolene semicincta ingår i släktet Epinannolene och familjen Epinannolenidae. Inga underarter finns listade i Catalogue of Life.